# Şalom
Şalom es un periódico semanal de la comunidad judía de Turquía fundado por el periodista turco-judío Avram Leyon el 29 de octubre de 1947 y distribudo en Estambul. Su nombre es la escritura turca de la palabra hebrea shalom (paz). Se publica en turco, aunque incluye una página en idioma judeoespañol. Tiene una tirada media de alrededor de 5.000 ejemplares (primera mitad de 2005) incluyendo un suplemento llamado El Amaneser enteramente en judeoespañol desde 2005. Su director es İvo Molinas y su editor jefe es Yakup Barokas.